# Hugues Jallon
Hugues Jallon, né le 13 juin 1970 à Bordeaux, est un éditeur et écrivain français.

## Biographie

### Jeunesse et études
Hugues Hallon étudie à l'Institut d'études politiques de Paris. Il obtient le diplôme de l'établissement en 1994 (section Service public), puis un DEA d'études politiques en 1997.

### Parcours professionnel
Ancien directeur éditorial des Éditions La Découverte, il rejoint en septembre 2010 les éditions du Seuil où il est conseiller pour le développement éditorial. En juin 2011, il devient le directeur éditorial des sciences humaines et documents du Seuil. Le 1er février 2014, il est nommé PDG de La Découverte qu'il dirige jusqu'en 2018. En novembre 2017, il est pressenti pour prendre la présidence des éditions du Seuil et de ses filiales. Le 4 avril 2018, il succède formellement à Olivier Bétourné à la présidence du Seuil.
Il est l'auteur de plusieurs ouvrages de littérature publiés aux éditions Verticales.
Il collabore avec les musiciens Frédéric d. Oberland (Oiseaux tempêtes, Réveil des Tropiques), puis avec Éric Labbé, et propose des créations littéraires et sonores originales (Théâtre de Gennevilliers, Point Ephémère, Maison de la Poésie, Festival Actoral, Centre Georges Pompidou, Festival Extra, etc.)
Certains de ses ouvrages ont fait l'objet de plusieurs adaptations théâtrales ou radiophoniques.

## Prises de positions politiques
Dans la ligne des éditions de La Découverte (héritières des Éditions Maspéro, fondées par l'éditeur et intellectuel de gauche François Maspéro), il est décrit par le journal Le Monde comme « clairement ancré à gauche » ou par L'Obs comme « un éditeur très engagé à gauche ». 
Le 21 avril 2009, avec de nombreux éditeurs, à l'occasion de l'affaire de Tarnac, il prend position pour défendre « la liberté d'expression, aujourd'hui gravement menacée en France par les représentants de son État, au nom d'une conception dévoyée de la lutte contre le terrorisme ». 
Il est signataire, en juin 2010, aux côtés, notamment de Pierre Alferi, Antoine Volodine et Éric Hazan, d'une tribune controversée parue dans le journal Libération, qualifiant la police de « force d'occupation » de certaines banlieues et intitulée Pour les cinq de Villiers-le-bel. Pour l'ancien magistrat conservateur Philippe Bilger, cette tribune « ne relève même plus de l'extrême-gauche ni d'un gauchisme sulfureux », mais ne vise « à rien moins qu'à légitimer les tentatives de meurtre ».  
En 2017, s'interrogeant sur la manière de « sortir la gauche de l'impasse » dans la Revue du crieur, il préconise de sortir de la "pensée tiède" qui « a fait du socialisme de François Hollande sa terre d’élection et dispose de relais médiatiques et éditoriaux aussi puissants que convenus ». Il dénonce « François Hollande avec ses ponts vers la finance ou la déchéance de nationalité [...] ou encore toute une gauche qui construit à l’intérieur un "problème musulman" ». Opposé à la réflexion de Jean-Claude Michéa, il soutient que le « libéralisme culturel » ne constitue pas un faux nez du libéralisme économique affirmant qu'il n'existerait pas de « contradiction ultime à se vouloir libéral en termes de mœurs et antilibéral en termes économiques ». 

## Publications
- La Base. Rapport d'enquête sur un point de déséquilibre majeur en haute mer [une histoire de l'après-guerre], Le Passant, 2004.
- Zone de combat, éditions Verticales, Paris, 2007 (Prix de l'inaperçu 2008).
- Le début de quelque chose, éditions Verticales, Paris, 2011.
- "Toi aussi, tu as des armes, essaie de t'en souvenir", dans Toi aussi tu as des armes - Poésie et politique, ouvrage collectif, Paris, La Fabrique éditions, 2012, 202 p.  (ISBN 978-2-35872-025-0).
- La Conquête des cœurs et des esprits, éditions Verticales, Paris, 2015.
- Hélène ou le soulèvement, éditions Verticales, Paris, 2019.
- Le capital, c'est ta vie, éditions Verticales, Paris, 2023.
- Le Cours secret du monde, éditions Verticales, Paris, 2025.